# NGC 7774
NGC 7774 je eliptická galaxie tvořící s galaxií PGC 93142 pár galaxií HOLM 821 v souhvězdí Pegase. Její zdánlivá jasnost je 13,2m a úhlová velikost 1,0′ × 0,6′. Objekt objevil 9. srpna 1886 Lewis A. Swift.